# 初婚・再婚
『初婚・再婚』（しょこん・さいこん）は、NHKの「ドラマ新銀河」で1997年6月9日から7月4日まで放送されたテレビドラマ。放送時間は月曜日から木曜日の19:40-19:58。全4週、16回。タイトルロゴでは中黒がハートマークになっている。

## あらすじ
服飾専門学校で教員をしている由美子は、夏子と秋生という2人の子を持つ男性・静夫からプロポーズされ、結婚を決める。初めての結婚に夢を抱く由美子は、長年勤めた学校を辞めようと考えるが、由美子を頼りにする学長の哲子は、辞表を受理しない。

## キャスト
国分由美子
演 - 栗原小巻
国分静夫
演 - ばんばひろふみ
安原文人
演 - 松村雄基
国分夏子
演 - 山口紗弥加
国分秋生
演 - 笠原秀幸
下村マキ
演 - 久本朋子
小笠原哲子
演 - 水野久美

## スタッフ
- 作 - 朝間義隆[1]
- 音楽 - 大島ミチル[1]
- 制作統括 - 八木雅次[1]
- 演出 - 広瀬満[1]、宮崎純[1]
- 美術 - 宮井市太郎[1]、土居京子[1]
- 技術 - 後藤信一[1]、扮野実[1]
- 音響効果 - 吉田秋男[1]、野下泰之[1]
- 制作 - NHK大阪